# Acromyrmex diasi
Acromyrmex diasi é uma espécie de inseto do gênero Acromyrmex, pertencente à família Formicidae.